# Paul Rodriguez (Skateboarder)

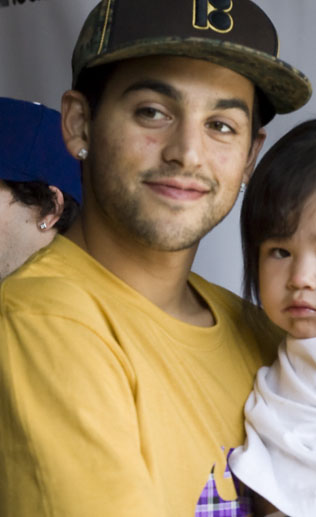
Rodriguez mit seiner Tochter (2008)

Paul Rodriguez Jr. (auch bekannt als P-Rod, * 31. Dezember 1984 in Los Angeles) ist ein mexikanisch-US-amerikanischer Skateboarder.

## Leben
Rodriguez wurde als Sohn des Schauspielers und Komödianten Paul Rodriguez geboren. Im Jahr 1996 begann er zu skaten. Drei Jahre später fasste Rodriguez schließlich den Entschluss, sich eine Zukunft als professioneller Skater aufzubauen und überzeugte seine Eltern von diesem Beschluss. Er erhielt einen Sponsorenvertrag bei dem Skateboardhersteller Plan B Skateboards und gewann eine Bronzemedaille bei den X-Games 2003.
Seit 2005 wird Paul Rodriguez von dem Sportartikelhersteller Nike gesponsert. Die Firma produziert auch Schuhmodelle mit Rodriguez’ Namen.
Rodriguez fährt offiziell in der Goofy-Fußstellung, ist aber dafür bekannt genauso oft und gut  Switch, also Regular zu fahren. Zu seinen Freizeitbeschäftigungen zählen unter anderem Boxen und Golf. Außerdem ist er christlich und hat eine Jesus-Tätowierung am Arm. Rodriguez war Teammitglied bei Plan B Skateboards aber hat jetzt seine eigene Firma namens Primitive. Er lebt in Los Angeles.
Zudem taucht er als spielbarer Charakter in einigen Spielen der Reihe Tony Hawk’s und bei EA Skate auf.